# هاري ستاين
هاري ستاين (بالإنجليزية: Harry Stine)‏ هو لاعب كرة قاعدة أمريكي، ولد في 20 فبراير 1864 في Shenandoah, Pennsylvania ‏ في الولايات المتحدة، وتوفي في 5 يونيو 1924 في نياجارا فولز في الولايات المتحدة.

## وصلات خارجية
- هاري ستاين على موقعبيزبول رفرنس.كوم (الدوري الرئيسي) (الإنجليزية)